# Ryan Sommer
Ryan Sommer (født 27. august 1993) er en canadisk bobslædefører.
Han repræsenterede Canada under vinter-OL 2022 i Beijing, hvor han tog bronze i firer-bob.